# Campionati sudcoreani di ski cross 2024
I Campionati sudcoreani di ski cross 2024 si sono svolti al Bongpyeong il 30 gennaio. Il programma ha incluso sia la gara femminile che la gara maschile.
Trattandosi di competizioni valide anche ai fini del punteggio FIS, vi hanno partecipato anche sciatori di altre federazioni, senza che questo consentisse loro di concorrere al titolo nazionale sudcoreano.

## Risultati

### Uomini
| Pos. | Atleta         | Nazione       |
| ---- | -------------- | ------------- |
| 1    | Kim Donghyeon  | Corea del Sud |
| 2    | Appel Campbell | Nuova Zelanda |
| 3    | Namiki Kaiwa   | Giappone      |
| 4    | Kim Dongkwan   | Corea del Sud |
| 5    | England Aiden  | Stati Uniti   |
| 6    | Makino Kai     | Giappone      |
| 7    | Ji Myunggeun   | Corea del Sud |

### Donne
| Pos. | Atleta       | Nazione       |
| ---- | ------------ | ------------- |
| 1    | Shute Morgan | Stati Uniti   |
| 2    | Swain Maggie | Stati Uniti   |
| 3    | Kim Sodam    | Corea del Sud |